# Reconstructie (onderzoek)
Een reconstructie is het opnieuw laten plaatsvinden, in de verbeelding of in een 'gespeelde' werkelijkheid, van een samenvallende reeks handelingen of voorvallen uit het verleden, om daardoor de ware toedracht of de ontbrekende schakels te ontdekken. Het is een gedisciplineerde en principiële benadering om objectief inzicht te verkrijgen in het gebeurde (meestal) op een plaats delict. In sommige gevallen wordt een misdaad of ongeval nagebootst, om vast te stellen hoe en wat er zich afspeelde, in plaats en tijd. De reconstructie is een belangrijk onderdeel van het gerechtelijk onderzoek van bepaalde misdaden en vermissingen.
Reconstructies worden ook vaak ontwikkeld om een groter publiek te informeren over het misdrijf; de reconstructies worden veelal gebruikt tijdens televisie-uitzendingen. In Nederland zijn de televisieprogramma's Opsporing Verzocht en Peter R. de Vries: Misdaadverslaggever twee prominente programma's die reconstructies gebruiken. Hiermee hopen de programmamakers om getuigen te bereiken die justitie verder kunnen helpen met het onderzoek.